# Coppa Italia LIVE
Coppa Italia LIVE è un programma televisivo italiano di approfondimento calcistico, trasmesso dal 13 agosto 2021 sulle reti Mediaset con la conduzione di Monica Bertini.

## Il programma
Il programma nasce come spin-off del programma Champions League LIVE. Va in onda dallo studio 7, prima, e dallo studio 6, poi, del Centro di produzione Mediaset di Cologno Monzese (Milano), e trasmesso dal 13 agosto 2021 sulle reti Mediaset tra cui Italia 1 (dal 13 agosto 2021 al 10 febbraio 2022 e di nuovo dal 5 agosto successivo), Canale 5 (dal 12 gennaio all'11 maggio 2022 e nuovamente dal 10 gennaio 2023), 20 (pre e post-partita dal 5 agosto 2022), con la conduzione di Monica Bertini e con un orario variabile.

## Edizioni
| Edizione | Anno      | Rete televisiva | Rete televisiva | Rete televisiva | Conduzione     | Periodo         | Periodo          | Puntate | Regia              | Studio                                                        |
| Edizione | Anno      | Rete televisiva | Rete televisiva | Rete televisiva | Conduzione     | Inizio          | Fine             | Puntate | Regia              | Studio                                                        |
| -------- | --------- | --------------- | --------------- | --------------- | -------------- | --------------- | ---------------- | ------- | ------------------ | ------------------------------------------------------------- |
| 1ª       | 2021-2022 | Italia 1        | Italia 1        | Italia 1        | Monica Bertini | 13 agosto 2021  | 10 febbraio 2022 | 17      | Marco Di Francesco | Studio 7 del Centro di produzione Mediaset di Cologno Monzese |
| 1ª       | 2021-2022 | Canale 5        | Canale 5        | Canale 5        | Monica Bertini | 12 gennaio 2022 | 11 maggio 2022   | 16      | Marco Di Francesco | Studio 7 del Centro di produzione Mediaset di Cologno Monzese |
| 2ª       | 2022-2023 | Italia 1        | 20              | Canale 5        | Monica Bertini | 5 agosto 2022   | 24 maggio 2023   | 33      | Marco Di Francesco | Studio 6 del Centro di produzione Mediaset di Cologno Monzese |
| 3ª       | 2023-2024 | Italia 1        | 20              | Canale 5        | Monica Bertini | 11 agosto 2023  | 15 maggio 2024   | 27      | Marco Di Francesco | Studio 6 del Centro di produzione Mediaset di Cologno Monzese |
| 4ª       | 2024-2025 | Italia 1        | 20              | Canale 5        | Monica Bertini | 9 agosto 2024   | 14 maggio 2025   | 22      | Marco Di Francesco | Studio 6 del Centro di produzione Mediaset di Cologno Monzese |
| 5ª       | 2025-2026 | Italia 1        | 20              | Canale 5        | Monica Bertini | 15 agosto 2025  | in corso         | 4       | Marco Di Francesco | Studio 6 del Centro di produzione Mediaset di Cologno Monzese |

## Programmazione
| Edizione | Rete televisiva | Rete televisiva | Anno      | Stagione          | Orario      | Programmazione | Programmazione | Programmazione | Programmazione | Programmazione | Programmazione | Programmazione | Collocazione   | Collocazione      |
| Edizione | Rete televisiva | Rete televisiva | Anno      | Stagione          | Orario      | L              | M              | M              | G              | V              | S              | D              | Collocazione   | Collocazione      |
| -------- | --------------- | --------------- | --------- | ----------------- | ----------- | -------------- | -------------- | -------------- | -------------- | -------------- | -------------- | -------------- | -------------- | ----------------- |
| 1ª       | Italia 1        | Italia 1        | 2021-2022 | estate-inverno    | variabile   |                |                |                |                |                |                |                | Seconda serata | Seconda serata    |
| 1ª       | Italia 1        | Italia 1        | 2021-2022 | estate-inverno    | variabile   | Day-time       | Preserale      |                |                |                |                |                |                |                   |
| 1ª       | Canale 5        | Canale 5        | 2021-2022 | inverno-primavera | 23:00-00:05 | Seconda serata | Seconda serata |                |                |                |                |                |                |                   |
| 2ª       | Italia 1        | 20              | 2022-2023 | estate-primavera  | variabile   |                |                |                |                |                |                |                | Preserale      | Seconda serata    |
| 2ª       | Canale 5        | Canale 5        | 2022-2023 | estate-primavera  | 23:00-00:05 |                |                |                |                |                |                |                | Seconda serata | Seconda serata    |
| 3ª       | Italia 1        | 20              | 2023-2024 | estate-primavera  | variabile   |                |                |                |                |                |                |                | Preserale      | Seconda serata    |
| 3ª       | Canale 5        | Canale 5        | 2023-2024 | estate-primavera  | 23:00-00:05 |                |                |                |                |                |                |                | Seconda serata | Seconda serata    |
| 4ª       | Italia 1        | 20              | 2024-2025 | estate-primavera  | variabile   |                |                |                |                |                |                |                | Preserale      | Seconda serata    |
| 4ª       | Canale 5        | Canale 5        | 2024-2025 | estate-primavera  | variabile   |                |                |                |                |                |                |                | Seconda serata | Access Prime time |
| 5ª       | Italia 1        | 20              | 2025-2026 | estate-primavera  | variabile   |                |                |                |                |                |                |                | Preserale      | Seconda serata    |
| 5ª       | Canale 5        | Canale 5        | 2025-2026 | estate-primavera  | variabile   |                |                |                |                |                |                |                | Seconda serata | Access Prime time |

## Ospiti ricorrenti
Tra gli ospiti ricorrenti presenti: Riccardo Ferri, Sandro Sabatini, Mino Taveri, Christian Panucci, Alessio Tacchinardi, Stefano Sorrentino, Ciccio Graziani, Fabrizio Ravanelli, Giuseppe Incocciati, Massimo Mauro, Fabrizio Biasin, Franco Ordine, Massimo Paganin, Simone Tiribocchi, Ivan Zazzaroni, Filippo Galli, Daniele Miceli, Andrea Ranocchia, Alessandro Matri, Serse Cosmi, Emiliano Viviano, Giampaolo Pazzini, Federica Zille e, per la moviola, Mauro Bergonzi, Graziano Cesari e Andrea De Marco.